# Ulrich von der Horst
Ulrich Angelbert friherre von der Horst (16. november 1793 i Halberstadt – 9. maj 1867 i Braunschweig) var en slesvig-holstensk general. Han var en yngre bror til den preussiske general Wilhelm von der Horst.

## Karriere
Ulrich von der Horst nedstammede fra den westfalske adelsslægt von der Horst og gik 1806 i preussisk tjeneste og tog under kommando af Ludwig Yorck von Wartenburg del i felttoget mod Rusland 1812. I 1813 var han adjudant ved 1. brigade under den tysk-russiske legion. Efter freden i Paris 1814 kom han atter i preussisk tjeneste og udmærkede sig i slaget ved Ligny 1815, hvor han stod under kommando af Gebhard Leberecht von Blücher.
1846 var von der Horst blevet oberst og var stationeret i Posen ved 17. infanteriregiment, hvor regimentet deltog i nedkæmpningen af den polske opstand. Han forlod 1847 aktiv tjeneste og blev i 1850 som generalmajor optaget i den slesvig-holstenske oprørshær, hvor han kommanderede jægerkorpset og senere 3. infanteribrigade. I slaget ved Isted den 25. juli 1850 udmærkede han sig.
General von der Horst blev den sidste slesvig-holstenske general, som kom i kamp med de danske styrker. Den 8. december 1850 afløste han general og friherre Karl Wilhelm von Willisen over øverkommanderende for hæren. På dette tidspunkt var slesvig-holstenerne dog på retræte, og Horsts kommando ændrede ikke på, at slesvig-holstenerne var ved at tabe krigen. Han udgav efterfølgende i 1852 et lille skrift om slaget ved Isted i militærstrategisk belysning.
Ulrich von der Horst døde den 9. maj 1867 i Braunschweig.